# Biopoder
Biopoder es un término originalmente acuñado por el filósofo francés Michel Foucault para referirse a la práctica de los estados modernos de "explotar numerosas y diversas técnicas para subyugar los cuerpos y controlar la población". Foucault introdujo este concepto en La volonté du savoir, el primer volumen de su Histoire de la sexualité. Otros pensadores han tomado este concepto y dado su interpretación particular.

## Otros usos
Michael Hardt y Antonio Negri reescriben este concepto en el marco teórico marxista. Para ellos, tanto el biopoder como la biopolítica "son la contribución especial que marca el discurso del terrorismo, el cual debería en realidad ser llamado discurso de la globalización". (Imperio (2000), y su secuela Multitud, 2004). Tanto en Imperio como en la teoría del operaísmo el biopoder y la biopolítica son pensados en términos positivos, son fuerza de vida, potencia constitutiva y ontológica.
Por su parte, Giorgio Agamben define el concepto clásico de soberanía como integrador, desde sus inicios en la antigua Grecia, de biopoder, término que interpreta como la emergencia histórica de un cierto tipo de "tecnología de poder."
Paolo Virno aplica la dimensión marxista al concepto de biopoder. El capitalista necesita controlar la fuerza productiva; al ser esta una potencia abstracta e inmanente en el sujeto productivo, el cuerpo del trabajador se vuelve de especial interés para el capitalista, el cual necesita controlarlo y reproducirlo.